# قل غالي

نصب كول غالي في قازان

قل غالي أو قل علي ((بالباشقيرية: Qol Ğäli)‏، (بالتتارية: قل علی, Qol Ğali)‏ Chuvash. حوالي 1183-1236) كان شاعرًا مسلمًا شهيرًا من بلغار الفولغا. من أشهر قصائده قصيدة يوسف (قصة یوسف، حكاية يوسف)، التي كُتبت باللغة التركية الأدبية، وهي ليست مفهومة بشكل متبادل مع لغات التتار، الباشكيرية والشوفاش الحديثة.
درس في مدرسة خوارزميين. كتب قصيدته الخالدة في 1233م. يحتمل أنه قُتل عام 1236م أثناء الغزو المغولي لفولغا بلغاريا.

## سيرة
معلومات السيرة الذاتية حول كول غالي نادرة ومتناقضة، جاء قل غالي من قبيلة آيل الباشكيرية وذلك وفقًا ل تاج الدين يلغول أغلي في («تاريخ بلغاريا»).
أعاد ميخاميتوف سيرة كول غالي بناءً على المعلومات الواردة في «تاريخ بلغاريا»، وأشار إلى أنه ولد في مدينة كيشان أو في مدينة فولغا بلغارية أخرى. والده هو حضرة مرهجي. تخرج الشاعر من المدارس القرآنية في خوارزم ودرس هناك shakirds، ثم انتقل إلى مدينة أورجينتش (خوارزم)، وبعد ذلك عاد إلى وطنه. ووفقًا لموخاميتوف، مات كول غالي في مدينة بوليار. لكن حسب كتاب تاريخ بلغاريا، كان موت الشاعر خلال حملة تيمورلنك على القبيلة الذهبي في نهاية القرن الرابع عشر.
تُعزى جميع المعلومات عن سيرة الشاعر إلى نفس العمل "(«تاريخ بلغاريا»)  تاج الدين علي الغول. ويتعاطى علي الغول في هذا العمل نسبه، ويرفعه إلى شخصيات شبه أسطورية، بما في ذلك قل غالي، ولكنه يسلط الضوء على حقيقة أنه جاء من بلغاريا. هذه السيرة الذاتية لها تناقضات حتى فيما يخص القرن التاسع عشر. انتقده العالم التتاري شهاب الدين مرجاني، حيث ذكر في نسب قل غالي بانه عاش في النصف الثاني من القرن الرابع عشر (وفقًا للمصدر، بعد انقضاء البلغار على يد تيمورلنك، الذي ولد عام 1336)، والشاعر البلغاري في بداية القرن الثالث عشر.
في القرن العشرين، انتقد بشدة هذا العمل العالم السوفياتي، الدكتور في العلوم التاريخية، ميركاسيم عثمانوف، الذي يدعم أطروحته بإن عمل تاج الدين يلغول أغلي هو عبارة عن «شجرة رائعة» ولا يمثل أي قيمة تاريخية.

## قصيدة «قصة یوسف»
القصيدة «قصة یوسف» هي العمل الرئيسي لقل غالي. كتبت من القصص الفرآنية عن يوسف. القصيدة مكتوبة بلغة الأوغوز، ويعزوها بعض الباحثين إلى اللغة البلغارية [الإنجليزية] اللغة البلغارية. القصيدة مكرسة لمحاربة الشيطان، من أجل السعادة الإنسانية. لعبت القصيدة دورًا كبيرًا في ثقافة فولغا بلغاريا ثم في الثقافة التركية.
لأول مرة، أعد الشاعر والعالم جابر إبراهيم أوتيم إيماني القصيدة للنشر وطبعها راكسمولا عمانكسانوف في عام 1839 في مطبعة جامعة قازان. حتى عام 1917، أعيد طبع القصيدة أكثر من 80 مرة.
لم يُحفاظ على القصيدة الأصلية. توجد قائمة بأكثر من 150 نسخة معروفة (كاملة وغير كاملة) من المخطوطة، أقدم نسخة تاريخًا تعود إلى نهاية القرن الثامن عشر. يتوافق سرد القصيدة بين الناس حتى منتصف القرن العشرين. منطقة التوزيع الرئيسية لهذا العمل هي منطقة أورال فولغا.
عُثرفي أراضي باشكورتوستان على حوالي 20 قائمة مخطوطة: في نوفوسوبخانغولوفو من مقاطعة بورزيانسكي ‏(بتاريخ 1774-1778)، ونوفي كاراتافلي من مقاطعة سالافاتسكي (1792)، وليمز - تاماك من مقاطعة ميتشيلنسكي (حوالي 1798)، وديوريتولي في مقاطعة دافليكانوفسكي (أواخر القرن الثامن عشر) سينجريانوفو من منطقة إيليشيفسكي (حوالي عام 1837)، وتايماسوفو في مقاطعة كيويراجازينسكي (حوالي 1842)، وزيغيتك (حوالي 1831) وكاران بيشندا (حوالي 1842) من حي تويمازينسكي وآخرين.
سجل مينليجالي ناديرغولوف، روزاليا سولتانجاريفا، ، جايسا خوسينوف هيساميتدينوفوي، زيتونة يا شاريبوفا وآخرون في مناطق باشكيرستان، كورغان، أورينبورغ وتشيليابينسك 50 نسخة شعرية ونثرية عن هذه القصيدة: «يوسف منين زليحة» («يوسف وزليخة»)، «يوسف من زوليها» («يوسف وزليخة»)، «يوسف منين زلحيها» («يوسف وزليخة») («كتاب يوسف»)، «يوسف أم زليخ شيسكي» («قصة عن يوسف وزليخة»)، وغيرهم.
يعتقد المستشرقون والتركولوجيون ف. كوبريلوزاد وإي برتلز أن الشاعر ولد في آسيا الوسطى وأن القصيدة مكتوبة هناك.

## ميراث
يحتفل التتار والباشكير والتشوفاش بقصائده. فقصّة يوسف مستوحاة من قصص يوسف القرآنية، والقصيدة مكرسة للنضال ضد الشر وللسعادة الإنسانية. لعبت القصيدة دورًا رئيسيًا في ثقافة بلغار الفولغا المسلمة وثقافة الباشكير والتتار. وعثر على أكثر من 200 مخطوطة بين الباشكير والتتار.
في عام 1983، احتفلت تتارستان بالذكرى السنوية الـ 800 لميلاد قغالي. وفي العام نفسه، أُدرجت هذه الذكرى في جدول مواعيد اليونسكو الهامة.
منذ عام 1983، تم تسمية شارع في المنطقة السكنية في غوركي باسم قل غالي في قازان،
منذ 7 أبريل 1999 وجد شارع كول غالي في زينسك.
في عام 2005، شيد نصب تذكاري له (حديقة الألفية). في أوليانوفسك.
في عام 2008، افتتح نصب كول غالي التذكاري بالقرب من مبنى مركز ثقافة التتار.

## جائزة قل غالي
سميت جائزة قل غالي الدولية باسم قل غالي. يتم منحها لتكريم التميز في الأدب والشعر. تأسست الجائزة في عام 1992.